# الدور (قرية)
قرية الدور من القرى السورية الواقعة في محافظة السويداء جنوب سوريا.
تقع قرية الدور في الغرب من محافظة السويدا ما بين قرية قراصة وتعارة وسميع كما يحها من الغرب قرية بصر الحرير وقريه ناحته التابعتين لمحافظة درعا. يعمل معظم سكانها بالزراعة وتكثر فيها المشاريع الزراعية ويوجد فيها الكثير من الآبار.
سبب تسمية القرية بهذا الاسم يعود إلى دور الذهب الموجود من القديم فيها ويقال أنها كانت هناك دور لصك العملة. تكثر فيها الآثار التي تعود للعصر الروماني.